# Hooker-floden

Hooker-floden er en flod i de sydlige alper i New Zealand. Den flyder mod syd fra Hooker-søen, issøen dannet af Hooker-gletsjeren, der ligger på de sydlige skråninger af Mount Cook. Efter 3 kilometer flyder den gennem Mueller-issøen og opsamler mere gletsjervand, før den slutter sig til Tasman-flodens mæandrerende vandløb, der også stammer fra en issø.

## Etymologi
De geografiske steder i New Zealand, der bærer navnet Hooker, blev opkaldt af Canterburys provinsgeolog, Julius von Haast, efter den engelske botaniker William Jackson Hooker.

## Beskrivelse
Hooker-floden dræner både Hooker- og Mueller-gletsjerne og er det vigtigste udløb for disse ismassers ablation. Dens vand er mælkeagtigt blåligt lysegråt på grund af det suspenderede glaciale stenmel i vandet. Hooker-floden transporterer 20.000 kubikmeter sediment om året.
Hele Hooker-flodens forløb ligger inden for Mount Cook nationalpark og er let tilgængeligt, fordi den flyder gennem den flade Hooker-dal, parkens vigtigste turistområde. Floden krydses af tre hængebroer til fodgængere langs Hooker-dalstien, den mest populære vandresti i området. En anden sti fortsætter nedstrøms langs floden til Tasman Valley Road, der krydser Hooker-floden på en lille ensporet vejbro, lige som floden kommer ind i Tasman-dalen.